# Pomnik Poległych w Bitwie ze Szwedami w Warszawie
Pomnik Poległych w Bitwie ze Szwedami – monument znajdujący się przy ul. Wał Miedzeszyński, w rejonie ulic Algierskiej i Afrykańskiej w Warszawie, upamiętniający żołnierzy poległych w bitwie z wojskami szwedzkimi i brandenburskimi stoczonej na Pradze w dniach 28–30 lipca 1656 podczas II wojny północnej.

## Historia
Pomnik wzniesiono prawdopodobnie w 1916 (według innego źródła – w 1906) w miejscu, w którym przy budowie Wału Gocławskiego odkryto szczątki pochowanych tam żołnierzy polskich i szwedzkich, którzy polegli w trzydniowej bitwie w lipcu 1656.
Według innego źródła, w tym miejscu w czasie budowy w latach 1905–1909 wałów ochronnych nad Wisłą odnaleziono kości 80 niemal szlachty, samych gospodarzy z bełskiego pospolitego ruszenia, którzy wycofując się przed atakiem szwedzkim utonęli w bagnach.
Z kolei historyk Wawra Henryk Wierzchowski w monografii „Las – rolnicze osiedle Warszawy” podaje, że mogiłę odkryto dopiero w 1928 roku podczas prac melioracyjnych prowadzonych przez Wawerską Spółkę Wodną.
Według tego autora w trzecim dniu bitwy o Warszawę trwającej od 28 do 30 lipca 1656 roku wojska polskie uległy siłom szwedzko–brandenburskim i znalazły się w odwrocie z obszaru między Bródnem a Żeraniem. Od prawego skrzydła dowodzonego przez Stefana Czarnieckiego odłączyło pospolite ruszenie województwa bełskiego, za którym rzucili się Szwedzi. Wycofujący się trafili na błota, bagna i odnogi wiślane. Spośród niemal 80 szlachty samych gospodarzy część wzięto żywcem, część wystrzelano z pistoletów i fuzji jak kaczki.
Niewielki monument ma formę krzyża ustawionego na stożkowej kamiennej podstawie, na której umieszczono żeliwną tablicę o treści:

Poległym
w
obronie
Ojczyzny
w bitwie
ze Szwedami
28, 29 i 30 lipca
1656 roku

Upamiętnienie było również nazywane Krzyżem Szwedzkim. Krzyż pierwotnie był znacznie wyższy.
Pomnik został ufundowany przez Zarząd Spółki Wodnej.